# Кармен Электра
Та́ра Ли Па́трик (англ. Tara Leigh Patrick; род. 20 апреля 1972, Шэронвилл, штат Огайо, США), наиболее известная под псевдонимом Ка́рмен Эле́ктра (англ. Carmen Electra) — американская модель, актриса, певица, танцовщица.

## Ранние годы
Тара Патрик родилась в городке Шэронвилл, расположенном на границе округов Батлер и Гамильтон в штате Огайо, дочь Патриши, певицы, и Гарри, артиста и гитариста, младшая из пяти детей. Имеет ирландские, немецкие и корни чероки. Посещала Ann Weigel Elementary School, а с 9 лет обучалась танцу в Dance Artists dance studio у Глории Джей Симпсон в Цинциннати. В 1998 году, в течение двух недель, умерли её мать от опухоли мозга и старшая сестра Дебби от сердечного приступа, а в 2005 году брат Род покончил с собой, выстрелив себе в сердце. Закончила Высшую школу Принстона в Шэронвилле. А также посещала School for Creative and Performing Arts (SCPA) в Cincinnati Public School District.

## Карьера
Профессиональную карьеру Тара начала в 1990 году как танцовщица в парке развлечений Kings Island в Мейсоне, Огайо, на шоу It’s Magic, одном из самых популярных в истории парка. В 1991 она переехала в Калифорнию и встретила там Принса. Вскоре после этого подписала контракт с лейблом Принса Paisley Park Records и начала недолгую карьеру певицы, сначала в женской рэп-группе, которая работала с его лейблом, а позже записала собственный альбом. Тогда же она и сменила имя на Кармен Электра (имя выбрал Принс, так как сказал, что она похожа на Кармен, а Электра — имя древнегреческой принцессы). Работала танцовщицей в клубе Принса Glam Slam в коллективе Erotic City dancers, принимала участие в его туре по Европе Diamonds and Pearls Tour.
В 1995 году Электра стала появляться в различных телешоу. В мае 1996 года вышел журнал Playboy с её фотосессией. Это привело к увеличению её популярности и приглашению в сериал «Спасатели Малибу», а также на шоу канала MTV Singled Out. Также Кармен участвовала в телешоу Говарда Стерна.
Электра появлялась в Playboy ещё четыре раза, в июне 1997 года, декабре 2000 года, апреле 2003 года и в юбилейном выпуске в январе 2009 года. А также три раза побывала на обложке.
Электра снялась в нескольких фильмах, таких как «Отличный гамбургер» (1997), «Брачные игры земных обитателей» (1999), «Очень страшное кино» (2000), «Убойная парочка: Старски и Хатч» (2004) и «Оптом дешевле 2». Кроме того, она озвучивала саму себя в одном из эпизодов «Симпсонов»; андроида Секси, заменив Джину Гершон во втором сезоне мультсериала «Расплющенный космос», а также появилась в одном эпизоде сериала «Доктор Хаус».
В 1999 появилась в клипе The Bloodhound Gang на песню «The Inevitable Return of the Great White Dope». В 2005 присоединилась к «Реслинг-лиге обнажённых дамочек». В конце 2006 снималась в рекламе Taco Bell. В 2009 второй раз участвовала в шоу «Crazy Horse Paris» в Лас-Вегасе, танцуя стриптиз. В качестве приглашённой звезды Кармен участвовала в танцевальном шоу The Pussycat Dolls.
Выпустила серию из пяти DVD-дисков Carmen Electra Aerobic Striptease, сочетающую элементы движений классического стриптиза и упражнений с низкой кардио-нагрузкой. Также под своим именем Electra Pole продаёт пилоны для танца с января 2008 года.
В 2002 попала на #59 в списке «102 самые сексуальные женщины в мире» по версии журнала Stuff, в 2005 и 2006 годах занимала соответственно #18 и #9 позиции в списке «100 самых сексуальных женщин мира» по версии «FHM», а в 2007 была на #28 в «Hot 100» журнала Maxim.

## Личная жизнь и благотворительность

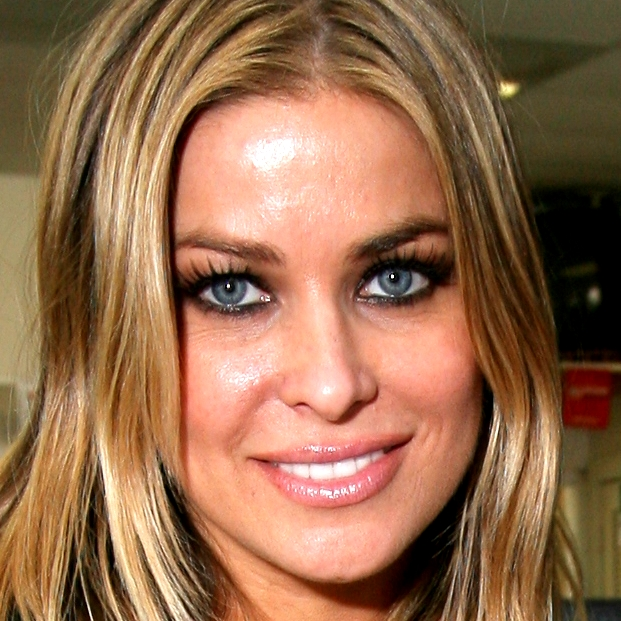
Кармен Электра 3 июня 2008

В ноябре 1998 года вышла замуж за звезду баскетбола Денниса Родмана в церкви Chapel of the Flowers в Лас-Вегасе. Но брак оказался недолгим — Электра подала на развод в апреле 1999 года.
В августе 2001 года Электра обручилась, а 22 ноября 2003 года вышла замуж за Дэйва Наварро, гитариста рок-группы Jane's Addiction. Пара продемонстрировала свои отношения в период ухаживания и брака на реалити-шоу MTV Til Death Do Us Part: Carmen & Dave. 17 июля 2006 года они объявили о разрыве, и Электра подала на развод 10 августа 2006 года. Окончательно развелись 20 февраля 2007 года.
В апреле 2008 года представитель Кармен Электры подтвердила, что она встречается с Робом Паттерсоном, гитаристом ню-метал-группы Otep. Паттерсон сделал Электре предложение во время празднования её дня рождения в Лас-Вегасе в 2008 году, но в 2012 году они расстались. С декабря 2012 года по февраль 2013 года встречалась с Саймоном Коуэллом.
Кармен Электра организовала сбор средств для Head to Hollywood, некоммерческой организации, которая оказывает поддержку лицам, пережившим опухоль мозга. Также она поддерживает Elevate Hope, благотворительную организацию, которая оказывает поддержку брошенным и столкнувшимся с насилием детям, и Hollyrod Foundation, организацию, оказывающую медицинскую, физическую и моральную поддержку людям, страдающим болезнью Паркинсона.

## Фильмография

### Кино
| Год  | Название на русском                             | Оригинальное название                     | Роль                  | Примечания             |
| ---- | ----------------------------------------------- | ----------------------------------------- | --------------------- | ---------------------- |
| 1997 | Отличный гамбургер                              | Good Burger                               | Роксанн               | не указана в титрах    |
| 1997 | Американский вампир                             | An American Vampire Story                 | Сулка                 |                        |
| 1998 | Спасатели Малибу: Белый гром в Глейшер-Бэй      | Baywatch: White Thunder at Glacier Bay    | Лейни Маккензи        | сразу на видео         |
| 1998 | Звёздная лихорадка                              | Starstruck                                | Иона Ширли            |                        |
| 1998 | Ворона                                          | The Chosen One: Legend of the Raven       | Маккенна Рэй / Ворона | сразу на видео         |
| 1998 | Добро пожаловать в Голливуд                     | Welcome to Hollywood                      | в роли самой себя     |                        |
| 1999 | Брачные игры земных обитателей                  | The Mating Habits of the Earthbound Human | женщина / Дженни Смит |                        |
| 1999 | Рождественские каникулы 2000                    | Vacanze di Natale 2000                    | Эсмеральда            |                        |
| 2000 | Очень страшное кино                             | Scary Movie                               | Дрю Декер             |                        |
| 2001 | Парфюм                                          | Perfume                                   | Симон                 |                        |
| 2001 | Bиpус любви                                     | Get Over It                               | госпожа Мойра         |                        |
| 2001 | Любовь всё меняет                               | Sol Goode                                 | Сокровище             |                        |
| 2002 | Чокнутые                                        | Whacked!                                  | Лора                  |                        |
| 2003 | Городские девчонки                              | Uptown Girls                              | знаменитость          |                        |
| 2003 | Дочь моего босса                                | My Boss’s Daughter                        | Тина                  |                        |
| 2004 | Убойная парочка: Старски и Хатч                 | Starsky & Hutch                           | Стейси                |                        |
| 2004 | Мистер 3000                                     | Mr. 3000                                  | в роли самой себя     | не указана в титрах    |
| 2004 | Макс-разрушитель: Проклятие нефритового дракона | Max Havoc: Curse of the Dragon            | Дебби                 |                        |
| 2005 | Дамский угодник                                 | Lil’ Pimp                                 | Жимолость             | мультфильм; озвучка    |
| 2005 | Грязная любовь                                  | Dirty Love                                | Мишель Лопес          |                        |
| 2005 | В поисках Бобби Ди                              | Searching for Bobby D                     | Ребекка               |                        |
| 2005 | Оптом дешевле 2                                 | Cheaper by the Dozen 2                    | Сарина Мёрто          |                        |
| 2006 | Киносвидание                                    | Date Movie                                | Энн                   |                        |
| 2006 | Очень страшное кино 4                           | Scary Movie 4                             | Холли                 |                        |
| 2006 | Любовь в стиле сальса                           | Hot Tamale                                | Райли                 |                        |
| 2006 | Миллион на Рождество                            | Christmas in Wonderland                   | Джинджер Пичем        |                        |
| 2006 | Блондинка в шоколаде                            | Pledge This!                              | в роли самой себя     |                        |
| 2007 | Очень эпическое кино                            | Epic Movie                                | Мистик                |                        |
| 2007 | Правда и ничего кроме                           | Full of It                                | в роли самой себя     |                        |
| 2007 | Я хочу конфетку                                 | I Want Candy                              | Кэнди Файвуэйз        |                        |
| 2008 | Знакомство со спартанцами                       | Meet the Spartans                         | королева Марго        |                        |
| 2008 | Нереальный блокбастер                           | Disaster Movie                            | красивая убийца       |                        |
| 2008 | Сказки на ночь                                  | Bedtime Stories                           | горячая девушка       |                        |
| 2009 | —                                               | Zac Efron’s Pool Party                    | Кармен                | короткометражный фильм |
| 2009 | Ой, вэй! Мой сын гей!!                          | Oy Vey! My Son Is Gay!!                   | Сибил Уильямс         |                        |
| 2010 | Всё к лучшему                                   | Barry Munday                              | красотка              |                        |
| 2011 | Мальчишник в Новом Орлеане                      | Mardi Gras: Spring Break                  | в роли самой себя     |                        |
| 2012 | Угроза из глубины                               | 2-Headed Shark Attack                     | Энн Бабиш             | сразу на видео         |
| 2012 | —                                               | The Axe Boat                              | Вероника              | короткометражный фильм |
| 2013 | —                                               | The Food Truck with Carmen Electra        | в роли самой себя     | короткометражный фильм |
| 2013 | —                                               | Cum Ghosts                                | в роли самой себя     | короткометражный фильм |
| 2014 | —                                               | Dragula                                   | Лиза                  | короткометражный фильм |
| 2014 | Идеальный стриптиз                              | Lap Dance                                 | Лексус                |                        |
| 2015 | Шоколадный город                                | Chocolate City                            | клубный диджей        |                        |
| 2015 | —                                               | Book of Fire                              | Теодора               |                        |

### Телевидение
| Год       | Название на русском         | Оригинальное название              | Роль              | Примечания                                      |
| --------- | --------------------------- | ---------------------------------- | ----------------- | ----------------------------------------------- |
| 1996      | Ночи Малибу                 | Baywatch Nights                    | Кэнди             | эпизод: Epilogue                                |
| 1996      | Эротические признания       | Erotic Confessions                 | менеджер          | эпизод: At the Tone                             |
| 1997      | Журнал мод                  | Just Shoot Me!                     | в роли самой себя | эпизод: King Lear Jet                           |
| 1997      | Всякая всячина              | All That                           | Сью               | эпизод: Dru Hill                                |
| 1997      | Полицейские на велосипедах  | Pacific Blue                       | Лейни Маккензи    | эпизод: Heartbeat                               |
| 1997—1998 | Спасатели Малибу            | Baywatch                           | Лейни Маккензи    | телесериал; 22 эпизода                          |
| 1998      | Два парня и девушка         | Two Guys, a Girl and a Pizza Place | Изабелла          | в эпизоде Two Guys, a Girl and a Pizza Delivery |
| 1998      | Солдаты удачи               | Soldier of Fortune, Inc.           | Таня              | в эпизоде Spyder’s Web                          |
| 1999      | Бухта Гиперион              | Hyperion Bay                       | Сара Хикс         | телесериал; 8 эпизодов                          |
| 2002      | Симпсоны                    | The Simpsons                       | в роли самой себя | мультсериал; в эпизоде The Frying Game; озвучка |
| 2002      | Не в центре                 | Off Centre                         | в роли самой себя | в эпизоде Unflushable                           |
| 2003      | Царь горы                   | King of the Hill                   | Анджела           | мультсериал; в эпизоде Boxing Luanne; озвучка   |
| 2003      | Гавайская свадьба           | Baywatch: Hawaiian Wedding         | Лейни             | телефильм                                       |
| 2003      | —                           | Greetings from Tucson              | Роза              | в эпизоде The First Time                        |
| 2003      | Ив                          | Eve                                | Зан               | в эпизоде The Talk                              |
| 2003      | Арендный контроль           | Rent Control                       | Одри              | телефильм                                       |
| 2003      | —                           | Celebrity Temps                    | секретарь         | телефильм                                       |
| 2004      | 30 дней до моей известности | 30 Days Until I’m Famous           | Полин             | телефильм                                       |
| 2004      | Детектив Монк               | Monk                               | Хлои Блэкберн     | эпизод: Mr. Monk and the Panic Room             |
| 2004      | Шоу Методмена и Редмена     | Method & Red                       | Керри Норрис      | эпизод: Dogs                                    |
| 2004—2005 | Расплющенный космос         | Tripping the Rift                  | Секси             | мультсериал; основная роль; озвучка             |
| 2005      | Королева экрана             | Hope & Faith                       | Кармен            | эпизод: Carmen Get It                           |
| 2005      | Американский папаша!        | American Dad!                      | Лиза Силвер       | мультсериал; эпизод: Pilot; озвучка             |
| 2005      | Толстая актриса             | Fat Actress                        | в роли самой себя | эпизод: Charlie’s Angels or Too Pooped to Pop   |
| 2005      | Вечное лето                 | Summerland                         | Мона              | телесериал; 5 эпизодов                          |
| 2005      | Доктор Хаус                 | House, M.D.                        | в роли самой себя | эпизод «Три истории»                            |
| 2005      | Блондинка в книжной лавке   | Stacked                            | Никки             | эпизод: Darling Nikki                           |
| 2005      | Двойная игра                | Getting Played                     | Лорен             | телефильм                                       |
| 2005—2006 | Джоуи                       | Joey                               | в роли самой себя | телесериал; 2 эпизода                           |
| 2006      | Кафе Лоло                   | Lolo’s Cafe                        | Дезире            | телевизионный мультфильм; озвучка               |
| 2008      | —                           | Hollywood Residential              | в роли самой себя | эпизод: Dominion Day                            |
| 2009      | Рино 911!                   | Reno 911!                          | мисс Юкер         | эпизод: VHS Transfer Memory Lane                |
| 2010      | —                           | Back Nine                          | Джуди             | телефильм                                       |
| 2012      | 90210: Новое поколение      | 90210                              | Веста             | телесериал; 2 эпизода                           |
| 2013      | Пригород                    | Suburgatory                        | в роли самой себя | эпизод: Go, Gamblers!                           |
| 2013      | —                           | Fra Sydhavn til West Coast         | в роли самой себя | телесериал                                      |
| 2014      | Компаньоны                  | Franklin & Bash                    | Бриджит Барнс     | эпизод: Honor Thy Mother                        |
| 2014      | Парни с дня рождения        | The Birthday Boys                  | Миртл             | эпизод: Love Date Hump                          |
| 2016      | Девственница Джейн          | Jane the Virgin                    | в роли самой себя | эпизод: Chapter Fifty-One                       |
| 2018      | Одиноки вместе              | Alone Together                     | Тиа               | эпизод: Flashback                               |

### Игры
| Год  | Название                            | Роль              | Примечания |
| ---- | ----------------------------------- | ----------------- | ---------- |
| 2004 | ESPN NFL 2K5                        | в роли самой себя |            |
| 2004 | Def Jam: Fight for NY               | в роли самой себя |            |
| 2009 | Leisure Suit Larry: Box Office Bust | Джинджер Витус    |            |

### Музыкальные клипы
| Год  | Исполнитель     | Название                                        |
| ---- | --------------- | ----------------------------------------------- |
| 2000 | Lil’ Kim        | «No Matter What They Say»                       |
| 2000 | Bloodhound Gang | «The Inevitable Return of the Great White Dope» |
| 2001 | Jay-Z           | «Girls, Girls, Girls»                           |
| 2009 | Pussycat Dolls  | «Hush Hush; Hush Hush»                          |
| 2010 | Filter          | «No Love»                                       |
| 2015 | Nia Sioux       | «Slay»                                          |

## Дискография
- 1993 — Carmen Electra[англ.]
- 2009 — C-17 (Carmen & The One Seven Album)

## Награды и номинации
| Награда          | Год  | Категория                         | Название работы                                   | Результат |
| ---------------- | ---- | --------------------------------- | ------------------------------------------------- | --------- |
| MTV Movie Awards | 2004 | Лучший поцелуй                    | Убойная парочка: Старски и Хатч                   | Победа    |
| Золотая малина   | 2005 | Худшая женская роль второго плана | Убойная парочка: Старски и Хатч                   | Номинация |
| Золотая малина   | 2006 | Худшая женская роль второго плана | Грязная любовь                                    | Номинация |
| Золотая малина   | 2007 | Худшая женская роль второго плана | Киносвидание и Очень страшное кино 4              | Победа    |
| Золотая малина   | 2008 | Худшая женская роль второго плана | Очень эпическое кино                              | Номинация |
| Золотая малина   | 2009 | Худшая женская роль второго плана | Знакомство со спартанцами и Нереальный блокбастер | Номинация |